# Motion in the Ocean
Motion in the Ocean é o terceiro álbum de estúdio da banda McFly, que foi lançado no Reino Unido em 6 de Novembro de 2006. Desse álbum foram lançados quatro singles: os dois primeiros foram "Don't Stop Me Now/Please, Please" e "Star Girl", ambos alcançaram a posição 1# no UK Singles Chart. "Sorry's Not Good Enough/Friday Night" foi o terceiro single, #3 na mesma parada musical. O último foi o duplo a-side "Baby's Coming Back/Transylvania", que também chegou a 1# no Reino Unido.

## Faixas
1. "We Are the Young" (Tom Fletcher, Danny Jones, James Bourne, Jason Perry, Julian Emery) — 3:54
2. "Star Girl" (Fletcher, Jones, Dougie Poynter, Harry Judd, Perry, Emery, Daniel P Carter) — 3:28
3. "Please, Please" (Fletcher, Jones, Poynter, Judd, Perry) — 3:09
4. "Sorry's Not Good Enough" (Fletcher, Poynter, Jones, Perry, Emery) — 4:27
5. "Bubble Wrap" (Fletcher) — 5:12
6. "Transylvania" (Poynter, Fletcher) — 4:10
7. "Lonely" (Fletcher, Bourne) — 3:52
8. "Little Joanna" (Fletcher, Poynter, Jones, Matthew Fletcher) — 3:56
9. "Friday Night" (Fletcher, Jones, Poynter, Perry, Emery, Carter) — 3:22
10. "Walk in the Sun" (Jones) — 4:35
11. "Home Is Where the Heart Is" (Fletcher, Jones, Perry) — 4:31
12. "Don't Stop Me Now (apenas na edição limitada) — 3:20
13. "Silence Is a Scary Sound" (faixa escondida) (Poynter) — 3:23

## Special Tour Edition
Uma edição especial CD/DVD do álbum foi lançada em 14 de Maio de 2007.

### Faixas
Disco Um - (CD)
1. "We Are The Young" - 3:54
2. "Star Girl" - 3:28
3. "Please, Please" - 3:09
4. "Sorry's Not Good Enough" - 4:28
5. "Bubble Wrap" - 5:12
6. "Transylvania" - 4:10
7. "Lonely" - 3:53
8. "Don't Stop Me Now" - 3:23
9. "Little Joanna" - 3:56
10. "Friday Night" - 3:22
11. "Walk In The Sun" - 4:35
12. "Home Is Where The Heart Is" - 4:32
13. "Baby's Coming Back" - 2:50
14. "Silence Is A Scary Sound" - 3:25 (faixa escondida)

Disco Dois - Motion In The Ocean Tour 2006 (Live from Wembley) (DVD)
1. "Please Please"
2. "I Wanna Hold You"
3. "All About You"
4. "We Are The Young"
5. "Surf Medley" ("Surfer Babe", "Down By The Lake", "That Girl", "She Left Me")
6. "Star Girl"
7. "I'll Be OK"
8. "Sorry's Not Good Enough"
9. "Fight For Your Right"
10. "Not Alone"
11. "Harry's Drum Solo"
12. "Room On The 3rd Floor"
13. "Ghostbusters"
14. "I've Got You"
15. "Obviously"
16. "Don't Stop Me Now"
17. "5 Colours In Her Hair"